# Nyugati-posta
A Nyugati-posta, hivatalos nevén Budapest 62 posta a Magyar Posta egyik budapesti épülete.

## Története
A Budapest VI. kerületében, a Teréz körút 51. szám alatt elhelyezkedő nagy méretű létesítmény 1910-ben épült, majd 1915-ben bővített Goszleth Béla MÁV-mérnök tervei szerint, és máig Magyarország legnagyobb postaépülete, amely egyben műemléki védelem alatt áll. 2013-ban felújítási munkálatokat hajtottak végre rajta.